# Каменка (Симферопольский район)
Ка́менка (до 1945 года Богурча́, Бавурчи́; укр. Кам'янка, крымскотат. Bavurçı, Бавурчы) — село, вошедшее в состав Симферополя, располагавшееся на крайнем север-востоке города, южнее проспекта Победы (ранее — шоссе Симферополь — Феодосия).

## История
Впервые Бавурчи упоминается в Камеральном Описании Крыма 1784 года, как деревня Акмечетского кадылыка Акмечетского каймаканства. Видимо, вскоре деревня опустела, вследствие эмиграции крымских татар в Турцию, так как в Ведомости о всех селениях в Симферопольском уезде состоящих с показанием в которой волости сколько числом дворов и душ… от 9 октября 1805 года, она не значится.
Возрождена, как хутор Баурча, с 1 двором и 7 жителями при источникѣ Баурчѣ, что зафиксировано в «Списке населённых мест Таврической губернии по сведениям 1864 года» по результатам VIII ревизии 1864 года, но на военной карте 1865 года ещё не обозначена. В «Памятной книге Таврической губернии 1889 года» по результатам Х ревизии 1887 года записана деревня Бугурча, с 7 дворами и 49 жителями, ещё не приписанная к определённой волости (так было со вновь образованными русскими сёлами). На 1914 год в селении действовала земская школа.
По Статистическому справочнику Таврической губернии. Ч.II-я. Статистический очерк, выпуск шестой Симферопольский уезд, 1915 год, в селе Богурчи (она же Ново-Мазанка) Подгородне-Петровской волости Симферопольского уезда числилось 35 дворов с русским населением в количестве 12 человек приписных жителей и 170 — «посторонних», из которых 93 мужчины и 89 женщин. Жители владели 200 десятинами удобной земли. В хозяйствах имелось 25 лошадей, 2 вола, 15 коров и 15 голов мелкого скота.
После установления в Крыму Советской власти, по постановлению Крымревкома от 8 января 1921 года была упразднена волостная система и село включили в состав Подгородне-Петровского района Симферопольского уезда, а в 1922 году уезды получили название округов. 11 октября 1923 года, согласно постановлению ВЦИК, в административное деление Крымской АССР были внесены изменения, в результате которых был ликвидирован Подгородне-Петровский район и образован Симферопольский и Баурчу включили в его состав. Согласно Списку населённых пунктов Крымской АССР по Всесоюзной переписи 17 декабря 1926 года, в селе Богурчи, Бахчи-Элинского сельсовета Симферопольского района, числилось 47 дворов, из них 46 крестьянских, население составляло 301 человек, все русские, действовала русская школа. По данным всесоюзной переписи населения 1939 года в селе проживало 553 человека. На 1941 год — центр Богурчинского сельсовета.
В 1944 году, после освобождения Крыма от фашистов, 12 августа 1944 года было принято постановление № ГОКО-6372с «О переселении колхозников в районы Крыма» и в сентябре 1944 года в район приехали первые новоселы (214 семей) из Винницкой области, а в начале 1950-х годов последовала вторая волна переселенцев из различных областей Украины. Богурчи переименовано в Каменку указом Президиума Верховного Совета РСФСР от 21 августа 1945 года и, соответственно, Богурчинский сельсовет в Каменский. С 25 июня 1946 года Каменка в составе Крымской области РСФСР, а 26 апреля 1954 года Крымская область была передана из состава РСФСР в состав УССР. Указом Президиума Верховного Совета УССР «Об укрупнении сельских районов Крымской области», от 30 декабря 1962 года Симферопольский район был упразднён и село присоединили к Бахчисарайскому. 1 января 1965 года, указом Президиума ВС УССР «О внесении изменений в административное районирование УССР — по Крымской области», вновь включили в состав Симферопольского. На 1974 год в Каменке числилось 537 жителей. На основании решения Крымоблисполкома от 7 апреля 1977 года Каменский сельсовет был упразднен и село включено в состав Трудовского сельсовета. По данным переписи 1989 года в селе проживало 533 человека. Включено в состав города 31 августа 1989 года решением Верховного Совета УССР

### Динамика численности населения
| - 1864 год — 7 чел. - 1889 год — 49 чел. - 1915 год — 12/170 чел. - 1926 год — 301 чел. | - 1939 год — 553 чел. - 1974 год — 537 чел. - 1989 год — 533 чел. |